# SŽ-Baureihe M 273.1
Die Fahrzeuge der SŽ-Baureihe M 273.1 waren Dampftriebwagen der slowakischen Staatsbahn Slovenské železnice (SŽ).

## Geschichte
Die Geschichte der Fahrzeuge geht auf die BBÖ DT 1 zurück, die 1934 von den Österreichischen Bundesbahnen als Ersatz für Motorwagen mit Verbrennungsmotor bestellt wurden. Die damalige Staatsbahn der Slowakei kaufte 1940 von der Lokomotivfabrik Floridsdorf sechs derartige Fahrzeuge für den Schnellzugverkehr zwischen Bratislava und Prešov. Beheimatet waren sie im Depot Zvolen.
Der Dampftriebwagen hatte eine Reichweite von 1.000 Kilometern zuzüglich Wasserhalten. Mit einer Last von 109 t erreichte der M 273.1 in der Ebene eine Höchstgeschwindigkeit von 100 km/h, auf einer Steigung von 15 ‰ wurden mit derselben Last noch 55–60 km/h erreicht.
Nach dem Zweiten Weltkrieg kamen die Fahrzeuge in den Bestand der Tschechoslowakischen Staatsbahnen (ČSD). In den Jahren 1953 und 1954 wurden die Fahrzeuge ausgemustert und verschrottet.

## Technische Merkmale
Der Dampfkessel des Fahrzeuges ist eine ganz normale Dampflokkonstruktion, genauso wie seine Armaturen. Die Speisung von ihm besorgten Speisepumpen mit Mischwärmern (wie bei den Lokomotiven der Reihe 534.0).
Die Dampfmaschine war zweizylindrisch mit Lentz-Ventilsteuerung, die von einer Heusinger-Steuerung angetrieben wurde.
Die Treibräder des Fahrzeuges waren fest gelagert, die beiden Laufräder hatten hingegen ein Seitenspiel von 60 Millimeter. Die Rückstellvorrichtung besorgten Blattfedern.
Das ganze Fahrzeug war von einem schwarzen Mantel umgeben. Alle Bedienelemente waren für den Einmannbetrieb ausgelegt, ebenso konnte das Fahrzeug von beiden Seiten aus bedient werden.